# Liste de boys bands sud-coréens
 (mai 2023).
La mise en forme du texte ne suit pas les recommandations de Wikipédia : il faut le « wikifier ».
Les points d'amélioration suivants sont les cas les plus fréquents. Le détail des points à revoir est peut-être précisé sur la page de discussion.
- Les titres sont pré-formatés par le logiciel. Ils ne sont ni en capitales, ni en gras.
- Le texte ne doit pas être écrit en capitales (les noms de famille non plus), ni en gras, ni en italique, ni en « petit »…
- Le gras n'est utilisé que pour surligner le titre de l'article dans l'introduction, une seule fois.
- L'italique est rarement utilisé : mots en langue étrangère, titres d'œuvres, noms de bateaux, etc.
- Les citations ne sont pas en italique mais en corps de texte normal. Elles sont entourées par des guillemets français : « et ».
- Les listes à puces sont à éviter, des paragraphes rédigés étant largement préférés. Les tableaux sont à réserver à la présentation de données structurées (résultats, etc.).
- Les appels de note de bas de page (petits chiffres en exposant, introduits par l'outil «  Source ») sont à placer entre la fin de phrase et le point final[comme ça].
- Les liens internes (vers d'autres articles de Wikipédia) sont à choisir avec parcimonie. Créez des liens vers des articles approfondissant le sujet. Les termes génériques sans rapport avec le sujet sont à éviter, ainsi que les répétitions de liens vers un même terme.
- Les liens externes sont à placer uniquement dans une section « Liens externes », à la fin de l'article. Ces liens sont à choisir avec parcimonie suivant les règles définies. Si un lien sert de source à l'article, son insertion dans le texte est à faire par les notes de bas de page.
- La présentation des références doit suivre les conventions bibliographiques. Il est recommandé d'utiliser les modèles {{Ouvrage}}, {{Chapitre}}, {{Article}}, {{Lien web}} et/ou {{Bibliographie}}. Le mode d'édition visuel peut mettre en forme automatiquement les références.
- Insérer une infobox (cadre d'informations à droite) n'est pas obligatoire pour parachever la mise en page.

Pour une aide détaillée, merci de consulter Aide:Wikification.
Si vous pensez que ces points ont été résolus, vous pouvez retirer ce bandeau et améliorer la mise en forme d'un autre article.
Les boys band de K-pop font référence aux groupes d'idoles entièrement masculins de Corée du Sud qui représentent une grande partie de l'industrie de la K-pop. Les boys band coréens ont contribué à la diffusion et à la promotion de la culture coréenne dans le monde grâce à leur renommée et leur popularité éprouvées. Des boys band de première génération de la fin des années 90 et du début des années 2000 tels que H.O.T, Sechs Kies, Shinhwa et G.o.d auraient construit ces fondations en tant que premiers boys band à succès en Corée et grâce à leur participation à la première vague Hallyu. En 2007 et au-delà, des groupes de deuxième génération tels que Big Bang, TVXQ, Super Junior, 2PM, Shinee, Beast et Infinite ont continué à accroître la popularité des boys band au pays et à l'étranger grâce à la portée mondiale grâce à la deuxième phase de l'Hallyu. La montée en puissance de groupes comme Exo et BTS en 2012 et 2013 a initié la troisième génération de boys band et a amené la K-pop à un attrait mondial. En particulier, BTS a acquis une grande popularité en occident avec des succès en tête des charts Billboard et de nombreuses collaborations avec des artistes mondiaux tels que Coldplay, Nicki Minaj et Halsey. Parmi les autres grands boys band qui ont fait leurs débuts depuis 2012, citons Seventeen, NCT, Tomorrow X Together, Stray Kids et Enhypen, qui continuent tous d'attirer une large attention et de renforcer l'attrait mondial de la K-pop.

## 1èregénération (1996–2002)
Avant le début des années 1990, il n'y avait que des artistes solistes de trot. Après quoi, en 1992, la musique sud-coréenne a commencé à évoluer vers un son influencé par le hip-hop, avec les débuts de Seo Taiji and Boys utilisant l'anglais dans leurs chansons. Ce n'est que lorsque le créateur de la SM Entertainment, Lee Soo-man, a lancé multiples groupes tels que H.O.T et Shinhwa que la vague Hallyu a commencé. La première génération de K-pop a débuté avec la naissance de l'industrie de beaucoup d'idoles après les débuts de H.O.T en 1996 et continue les premières années de la K-pop et comprend des groupes d'idols qui ont fait leurs débuts de 1997 à 2002.
| Groupe     | Durée       | Membres / sous-unités                                                                                         | Sons notables | Album le plus vendu                  |
| ---------- | ----------- | --- | --- | ------------------------------------ |
| H.O.T      |             | - Moon Hee-joon - Jang Woo-hyuk - Tony Ahn - Kangta - Lee Jae-won                                             | - "Warrior's Descendant" (1996) - "Candy" (1996) - "We Are the Future" (1997) - "Hope" (1998) - "I Yah !" (1999) - "Outside Castle" (2000) | We Hate All Kinds of Violence (1996) |
| Sechs Kies |             | - Eun Ji-won - Lee Jai-jin - Kim Jae-duc - Jang Su-won - Kang Sung-hoon (ancien) - Ko Ji-yong (ancien) J-Walk | - "School Anthem" (1997) - "The Way This Guy Lives" (1997) - "Road Fighter" (1998) - "Couple" (1998) - "Three Words" (2016) - "Be Well" (2017) - "Sad Song" (2017) - "Something Special" (2017) - "All For You" (2020) - "Don't Look Back" (2021)                                               | School Anthem (1997)                 |
| Shinhwa    | Depuis 1998 | - Eric Mun - Lee Min-woo - Shin Hye-sung - Jun Jin - Andy Lee Shinhwa WDJ                                     | - "T.O.P (Twinkling of Paradise)" (1999) - "Only One" (2000) - "Wild Eyes" (2001) - "Perfect Man" (2002) - "Your Wedding" (2002) - "Brand New" (2004) - "Crazy" (2004) - "Once in a Lifetime" (2006) - "Venus" (2012) - "This Love" (2013) - "Memory" (2015) - "Sniper" (2015) - "Touch" (2017) | Hey, Come On ! (Album studio 2001)   |
| G.o.d      |             | - Park Joon-hyung - Yoon Kye-sang - Danny Ahn - Son Ho-young - Kim Tae-woo                                    | - "To Mother" (1999) - "Lies" (2000) - "Road" (2001) - "An Ordinary Day" (2004) - "The Lone Duckling" (2014) - "Sky Blue Promise" (2014) | Chapter 3 (2000)                     |

### Autres groupes notables
- 1TYM (1998-2006, 2008)
- 5tion (Depuis 2001)
- Black Beat (2002-2007)
- Click-B (1999-2006, 2011, 2015)
- Deux (1993-1995)
- DJ DOC (Depuis 1994)
- Every Single Day (Depuis 1994)
- Flower (1999-2006, depuis 2010)
- F-iV (Depuis 2002)
- Fly to the Sky (1999-2009, depuis 2014)
- Jinusean (1997-2004, 2015-2020)
- jtL (2001-2003)
- K'Pop (2001-2003, 2018)
- Noel (2002-2006, depuis 2011)
- NRG (1997-2005, 2017-2018)
- Sweet Sorrow (Depuis 2002)
- The Blue (1990, 2009, 2014)
- U-BeS (1997-1999)
- UN (2000-2005)
- Yurisangja (Depuis 1997)

## 2èmegénération (2003–2011)
Après la séparation de la première génération d'idoles populaires au début des années 2000, les ballades et la musique R&B ont de nouveau dominé l'industrie musicale coréenne. Depuis 2003, des chanteurs tels que SG Wannabe, Wheesung et Buzz sont devenus très populaires.
| Groupe            | Durée                     | Membre / sous-unité | Sons notables | Album le plus vendu                   |
| ----------------- | ------------------------- | --- | --- | ------------------------------------- |
| TVXQ              | Depuis 2003               | - U-Know Yunho - Max Changmin - Hero Jaejoong (ancien) - Micky Yoochun (ancien) - Xiah Junsu (ancien) | - "Hug" (2004) - "Mirotic" (2008) - "Keep Your Head Down" (2011) - "Before U Go" (2011) - "Catch Me" (2012) - "Something" (2014) | Mirotic (2008)                        |
| Super Junior      | Depuis 2005               | - Leeteuk - Heechul - Yesung - Shindong - Sungmin - Eunhyuk - Donghae - Siwon - Ryeowook - Kyuhyun - Hangeng (ancien) - Kangin (ancien) - Kibum (ancien) - Super Junior-M - Super Junior-D&E - Super Junior-T - Super Junior-K.R.Y. | - "Sorry Sorry" (2009) - "Bonamana" (2010) - "Neo Gateun Saram Tto Eopseo (No Other)" (2010) - "Mr Simple" (2011) - "A-Cha" (2011) - "Sexy, Free & Single" (2012) - "Spy" (2012) - "Mamacita" (2014) | Mr. Simple (2011)                     |
| SS501             | 2005–2010                 | - Kim Hyun-joong - Heo Young-saeng - Kim Kyu-jong - Park Jung-min - Kim Hyung-jun Double S 301 | - "Warning" (2005) - "Never Again" (2005) - "Snow Prince" (2005) - "4Chance" (2006) - "Deja Vu" (2008) - "U R Man" (2008) - "Love Like This" (2009) - "Love Ya" (2010) | Rebirth (2009)                        |
| Big Bang          | - 2006–2018 - Depuis 2022 | - T.O.P - Taeyang - G-Dragon - Daesung - Seungri (ancien) - GD & TOP - GD X Taeyang | - "Lies" (2007) - Last Farewell (2007) - Haru Haru (2008) - Tonight (2011) - Love Song (2011) - Blue (2012) - Bad Boy (2012) - Fantastic Baby (2012) - Monster (2012) - Loser (2015) - Bae Bae (2015) - Bang Bang Bang (2015) - We Like 2 Party (2015) - If You (2015) - Sober (2015) - Let's Not Fall in Love (2015) - Fxxk It (2016) - Last Dance (2016) - Flower Road (2018) - Still Life (2022) | Alive (2012)                          |
| F.T. Island       | Depuis 2007               | - Lee Hong-ki - Lee Jae-jin - Choi Min-hwan - Song Seung-hyun (ancien) - Choi Jong-hoon (ancien) - Oh Won-bin (ancien) F.T. Triple                                                                                                  | - "Lovesick" (2007) - "Thunder" (2007) - "Until You Come Back" (2007) - "After Love (2007) - "Love Love Love" (2010) - "Hello Hello" (2010) - "Like Birds" (2011) - "Severely" (2012) - "I Wish" (2012) - "Memory" (2013) - "Madly" (2013) | Cheerful Sensibility (2007)           |
| 2AM               | - 2008–2014 - Depuis 2021 | - Jo Kwon - Lee Chang-min - Lim Seul-ong - Jeong Jinwoon | - "Can't Let You Go Even If I Die" (2010) - "I Was Wrong" (2010) - "You Wouldn't Answer My Calls" (2010) - "Like Crazy" (2010) - "I Wonder If You Hurt Like Me" (2012) - "One Spring Day" (2013) - "Just Stay" (2013) - "Regret" (2013) - "Days Like Today" (2014) - "Over the Destiny" (2014) | Can't Let You Go Even If I Die (2010) |
| 2PM               | - 2008–2017 - Depuis 2021 | - Jun. K - Nichkhun - Taecyeon - Wooyoung - Junho - Chansung - Jaebeom (ancien) | - "Again & Again" (2009) - "Heartbeat" (2009) - "Without U" (2010) - "I'll Be Back" (2010) - "Hands Up" (2011) - "Come Back When You Hear This Song" (2013) - "A.D.T.O.Y." (2013) - "Go Crazy!" (2014) - "My House" (2015) | Must (2021)                           |
| Shinee            | Depuis 2008               | - Onew - Key - Minho - Taemin - Jonghyun (ancien) | - "Replay" (2008) - "Love Like Oxygen" (2008) - "Juliette" (2009) - "Ring Ding Dong" (2009) - "Lucifer" (2010) - "Hello" (2010) - "Sherlock (Clue +Note)" (2012) - "Dream Girl" (2013) - "Why So Serious?" (2013) - "Everybody" (2013) - "View" (2015) - "Married to the Music" (2015) - "1 to 1" (2016) - "Tell Me What to Do" (2016) - "Good Evening" (2018) - "I Want You" (2018) - "Don't Call Me" (2021) | Don't Call Me (2021)                  |
| Beast / Highlight | Depuis 2009               | - Yoon Doo-joon - Yang Yo-seob - Lee Gi-kwang - Son Dong-woon - Yong Jun-hyung (ancien) - Jang Hyun-seung (ancien) | - "Bad Girl" (2009) - "Shock" (2010) - "Breath" (2010) - "Beautiful" (2010) - "On Rainy Days" (2010) - "Fiction" (2011) - "I Knew It" (2012) - "Midnight" (2012) - "Beautiful Night" (2012) - "Will You Be Alright?" (2013) - "I'm Sorry" (2013) - "Shadow" (2013) - "No More" (2014) - "Good Luck" (2014) - "12:30" (2014) - "Gotta Go to Work" (2015) - "YeY" (2015) - "Butterfly" (2016) - "Ribbon" (2016) - "It's Still Beautiful" (2017) - "Plz Don't Be Sad" (2017) - "Calling You" (2017) - "Can Be Better" (2017) - "Take Care" (2018) - "Not the End" (2021) | Fiction and Fact (2011)               |
| MBLAQ             | 2009–2015                 | - Seungho - G.O - Mir - Lee Joon (ancien) - Thunder (ancien) | - "Ah Yeah" (2009) - "Y" (2010) - "Cry" (2011) - "Stay" (2011) - "Mona Lisa" (2011) - "Scribble" (2012) - "This Is War" (2012) - "Smoky Girl" (2013) - "Be a Man" (2014) | 100% Ver. (2012)                      |
| CNBLUE            | Depuis 2009               | - Jung Yong-hwa - Kang Min-hyuk - Lee Jung-shin - Lee Jong-hyun (ancien) - Kwon Kwang-jin (ancien) | - "I'm a Loner" (2010) - "Love" (2010) - "Intuition" (2011) - Love Girl (New ver.) (2011) - "Still in Love" (2012) - "Hey You" (2012) - "I'm Sorry" (2013) - "Can't Stop" (2014) - "Cinderella" (2015) - "You're So Fine" (2016) | First Step +1 Thank You (2011)        |
| Infinite          | 2010–2019                 | - Sungkyu - Dongwoo - Woohyun - Sungyeol - L - Sungjong - Hoya (ancien) - Infinite H - Infinite F | - "Come Back Again" (2010) - "Be Mine" (2011) - "Paradise" (2011) - "White Confession (Lately)" (2011) - "Only Tears" (2012) - "The Chaser" (2012) - "Man in Love" (2013) - "Destiny" (2013) - "Last Romeo" (2014) - "Back" (2014) - "Bad" (2015) - "The Eye" (2016) - "Tell Me" (2018) | New Challenge (2013)                  |
| Teen Top          | Depuis 2010               | - C.A.P - Chunji - Niel - Ricky - Changjo - L.Joe (ancien) | - "Clap" (2010) - "Going Crazy" (2012) - "To You" (2012) - "Be Ma Girl" (2012) - "Miss Right" (2013) - "Rocking" (2013) - "Missing" (2014) - "Ah-Ah" (2015) | Teen Top Class (2013)                 |
| B1A4              | Depuis 2011               | - CNU - Sandeul - Gongchan - Jinyoung (ancien) - Baro (ancien) | - "Beautiful Target" (2011) - "Baby I'm Sorry" (2012) - "Baby Good Night" (2012) - "Tried to Walk" (2012) - "What's Happening?" (2013) - "Lonely" (2014) - "Solo Day" (2014) - "Sweet Girl" (2015) - "A Lie" (2016) | Who Am I (2014)                       |
| Block B           | 2011–2018                 | - Taeil - B-Bomb - Jaehyo - U-Kwon - Park Kyung - P.O - Zico - Bastarz - T2U | - "NalinA" (2012) - "I'll Close My Eyes" (2012) - "Nillili Mambo" (2012) - "Be the Light" (2013) - "Very Good" (2013) - "Jackpot" (2014) - "H.E.R" (2014) - "A Few Years Later" (2016) - "Toy" (2016) - "Yesterday" (2017) - "Shall We Dance" (2017) | H.E.R (2014)                          |

### Autres groupes notables
- AA (2011-2015)
- Apeace (2011-2021)
- Battle (2006-2010, 2019)
- Boyfriend (2011-2019, depuis 2021)
- DMTN (2009-2013, depuis 2020)
- F.Cuz (depuis 2010)
- J-Walk (depuis 2007)
- LC9 (2013-2015)
- Led Apple (2010-2016)
- Monday Kiz (2005-2008, 2010-2014)
- Myname (depuis 2011)
- N-Sonic (2011-2016)
- N-Train (2011-2013)
- One Way (2010-2016)
- Paran (2005-2011)
- S (2003, 2014)
- Shu-I (2009-2015)
- Supernova (depuis 2007)
- T-mac (2007-2012)
- Touch (depuis 2010)
- Tritops (depuis 2007)
- U-KISS (depuis 2008)
- Ulala Session (depuis 2011)
- V.O.S (depuis 2004)
- Vibe (depuis 2002)
- Wanted (2004-2012)
- ZE:A (2010-2017)

## 3èmegénération (2012-2017)
La K-pop connaît une résurgence alors que la troisième génération grandit dans l'ère numérique influencée par les médias sociaux, conduisant à la mondialisation du genre. Cette ère a également vu une croissance des programmes de survie qui ont poussé à plus de concurrence et comprend des groupes d'idols qui ont fait leurs débuts principalement en 2012 jusqu'à la fin de 2019.
| Groupe    | Durée       | Membres / sous-unitée | Notable singles | Best-selling album             |
| --------- | ----------- | --- | --- | ------------------------------ |
| B.A.P.    | 2012–2019   | - Yongguk - Himchan - Daehyun - Youngjae - Jong-up - Zelo | "1004 (Angel)" (2014) | First Sensibility (2014)       |
| BtoB      | Depuis 2012 | - Eunkwang - Minhyuk - Changsub - Hyunsik - Peniel - Sungjae - Ilhoon (ancien) - BtoB Blue - BtoB 4U | - "The Winter's Tale"(2014) - "It's Okay" (2015) - "Way Back Home" (2015) - "Remember That" (2016) - "Pray (I'll Be Your Man)" (2016) - "Movie" (2017) - "Missing You" (2017) - "Only One For Me" (2018) - "Friend" (2018) - "Beautiful Pain" (2018) - "The Song" (2022) | Be Together (2022)             |
| Exo       | Depuis 2012 | - Xiumin - Suho - Lay - Baekhyun - Chen - Chanyeol - D.O. - Kai - Sehun - Luhan (ancien) - Kris (ancien) - Tao (ancien) - EXO-CBX - EXO-SC                                                                      | - "Wolf" (2012) - "Growl" (2013) - "Miracles in December" (2013) - "Overdose" (2014) - "December, 2014 (The Winter's Tale)" (2014) - "Call Me Baby" (2015) - "Love Me Right" (2015) - "Lightsaber"(2015) - "Sing for You" (2015) - "Unfair"(2015) - "Lucky One" (2015) - "Monster" (2015) - "Lotto" (2016) - "Dancing King" (2016) - "For Life" (2016) - "Ko Ko Bop" (2017) - "Power" (2017) - "Universe" (2017) - "Tempo" (2018) - "Love Shot" (2018) - "Obsession" (2019) - "Don't Fight the Feeling" (2021) | Don't Fight the Feeling (2021) |
| VIXX      | Depuis 2012 | - N - Leo - Ken - Hyuk - Ravi (ancien) - Hongbin (ancien) VIXX LR | - "Voodoo Doll" (2013) - "Eternity" (2014) - "Error" (2014) - "Love Equation" (2015) - "Chained Up" (2015) - "Dynamite" (2016) - "The Closer" (2016) - "Shangri-La" (2017) | Chained Up (2015)              |
| NU'EST    | 2012–2022   | - JR - Aron - Baekho - Minhyun - Ren - NU'EST-M - NU'EST W | - "Hello" (2013) - "Bet Bet" (2019) - "I'm In Trouble" (2020) - "Inside Out" (2021) | Happily Ever After (2019)      |
| BTS       | Depuis 2013 | - Jin - Suga - J-Hope - RM - Jimin - V - Jungkook | - "I Need U" (2015) - "Run" (2015) - "Fire" (2016) - "Save Me" (2016) - "Blood, Sweat & Tears" (2016) - "Spring Day" (2017) - "Not Today" (2017) - "DNA" (2017) - "Fake Love" (2018) - "Idol" (2018) - "Boy with Luv" (2019) - "Black Swan" (2020) - "On" (2020) - "Dynamite" (2020) - "Life Goes On" (2020) - "Butter" (2021) - "My Universe" (2021) - "Permission to Dance" (2021) - "Yet to Come (The Most Beautiful Moment)" (2022)                                                                        | Map of the Soul: 7 (2020)      |
| Winner    | Depuis 2013 | - Jinwoo - Seunghoon - Mino - Seungyoon - Taehyun (ancien) | - "Empty" (2014) - "Color Ring" (2014) - "Sentimental" (2016) - "Baby Baby" (2016) - "Really Really" (2017) - "Fool" (2017) - "Love Me Love Me" (2017) - "Island" (2017) - "Everyday" (2018) - "Millions" (2018) - "Ah Yeah" (2019) | Everyday (2018)                |
| Got7      | Depuis 2014 | - Mark - Jay B - Jackson - Jinyoung - Youngjae - BamBam - Yugyeom - JJ Project - Jus2 | - "A" (2014) - "Just Right" (2015) - "If You Do" (2015) - "Fly" (2016) - "Hard Carry" (2016) - "Never Ever" (2017) - "You Are" (2017) - "Look" (2018) - "Lullaby" (2018) | Got7 (2022)                    |
| iKon      | Depuis 2015 | - Jinhwan - Yunhyeong - Bobby - Donghyuk - Ju-ne - Chanwoo - B.I (ancien) | - "My Type" (2015) - "Rhythm Ta" (2015) - "Airplane" (2015) - "Apology" (2015) - "What's Wrong?" (2015) - "Dumb & Dumber" (2015) - "#WYD" (2016) - "Love Scenario" (2017) - "Killing Me" (2018) - "Goodbye Road" (2018) | Welcome Back (2015)            |
| Monsta X  | Depuis 2015 | - Shownu - Minhyuk - Kihyun - Hyungwon - Joohoney - I.M - Wonho (ancien) | | No Limit (2021)                |
| Seventeen | Depuis 2015 | - S.Coups - Jeonghan - Joshua - Jun - Hoshi - Wonwoo - Woozi - DK - Mingyu - The8 - Seungkwan - Vernon - Dino - Seventeen BSS - Seventeen Hip-Hop - Seventeen Vocal - Seventeen Performance - Seventeen Leaders | - "Pretty U" (2016) - "Boom Boom" (2016) - "Don't Wanna Cry" (2017) - "Clap" (2017) - "Thanks" (2018) - "Oh My! (2018) - "Home" (2019) - "Left & Right" (2020) - "Home;Run" (2020) - "Rock With You" (2021) - "Hot" (2022) - "_World" (2022) - "Super" (2023) - "F*ck My Life" (2023) | FML (2023)                     |
| Astro     | Depuis 2016 | - MJ - Jinjin - Cha Eun-woo - Yoon San-ha - Moonbin (ancien) - Rocky (ancien) - Moonbin & Sanha - Jinjin & Rocky                                                                                                | - "One" (2021) - "After Midnight" (2021) - "Candy Sugar Pop" (2022) | All Yours (2021)               |
| NCT       | Depuis 2016 | Pour voir les membres - NCT 127 - NCT Dream - NCT U - WayV - NCT DoJaeJung | - "Punch" (2020) (NCT 127) - "Hot Sauce" (2021) (NCT Dream) - "Hello Future" (2021) (NCT Dream) - "Sticker" (2021) (NCT 127) - "Favorite (Vampire)" (2021) (NCT 127) - "Glitch Mode" (2022) (NCT Dream) - "Beatbox" (2022) (NCT Dream) - "2 Baddies" (2022) (NCT 127) - "Candy" (2022) (NCT Dream) - "Ay-Yo" (2023) (NCT 127) - "Perfume" (2023) (NCT DoJaeJung) | Sticker (2021) (NCT 127)       |
| Wanna One | 2017–2019   | - Yoon Ji-sung - Ha Sung-woon - Hwang Min-hyun - Ong Seong-wu - Kim Jae-hwan - Kang Daniel - Park Ji-hoon - Park Woo-jin - Bae Jin-young - Lee Dae-hwi - Lai Kuan-lin                                           | - "Energetic" (2017) - "Burn It Up" (2017) - "Beautiful" (2017) - "I Promise You (I.P.U)" (2018) - "Boomerang" (2018) - "Light" (2018) - "Spring Breeze" (2018) | 1x1=1 (To Be One) (2017)       |
| The Boyz  | Depuis 2017 | - Sangyeon - Jacob - Younghoon - Hyunjae - Juyeon - Kevin - New - Q - Ju Haknyeon - Sunwoo - Eric - Hwall (ancien)                                                                                              | - "Thrill Ride" (2021) - "Maverick" (2021) - "Whisper" (2022) - "Roar" (2023) | Thrill-ing (2021)              |

### Autres groupes notables
- 14U (2017-2019)
- 100% (2012-2021)
- 2000 Won (depuis 2013)
- 24K (depuis 2012)
- 5urprise (2013-2020)
- A.C.E (depuis 2017)
- A.cian (2012-2020)
- A-Jax (2012-2019)
- A-Prince (2012-2015)
- AlphaBat (depuis 2013)
- B.I.G (depuis 2014)
- Beatwin (2014-2017)
- Big Brain (depuis 2015)
- Big Star (2012-2019)
- Boys24 (2016-2017)
- Boys Republic (2013-2018)
- C-Clown (2012-2015)
- Cross Gene (depuis 2012)
- Day6 (depuis 2015)
- Golden Child (depuis 2017)
- GreatGuys (depuis 2017)
- HALO (2014-2019)
- HeartB (2014-2015)
- High4 (2014-2017)
- History (2013-2017)
- HNB (2017-2019)
- Honey G (depuis 2012)
- Honeyst (2017-2019)
- Hooni Yongi (depuis 2011)
- Hotshot (2014-2021)
- Hyeongseop X Euiwoong (2017-2018)
- Imfact (depuis 2016)
- In2lt (depuis 2017)
- IZ (depuis 2017)
- JBJ (2017-2018)
- JJCC (depuis 2014)
- K-Much (2014-2018)
- KNK (depuis 2016)
- Longguo & Shiyun (2017-2018)
- Lunafly (2012-2016)
- M.Pire (2013-2015)
- M4M (2013-2014, depuis 2018)
- Masc (2016-2020)
- Map6 (2015-2019)
- M.O.N.T (depuis 2017)
- Mr.Mr (2012-2021)
- MVP (2017-2022)
- MXM (2017-2018)
- Myteen (2017-2018)
- N.Flying (depuis 2013)
- Newkidd (depuis 2017)
- ONF (depuis 2017)
- Pentagon (depuis 2016)
- Rainz (2017-2018)
- Romeo (2015-2021)
- Seven O'Clock (2017-2021)
- SF9 (depuis 2016)
- Speed (2012-2016)
- Tasty (2012-2015)
- The Legend (2014-2017)
- The Rose (depuis 2017)
- Toheart (2014)
- Topp Dogg (2013-2021)
- TRCNG (2017-2022)
- Troy (depuis 2014)
- TST (2017-2020)
- UP10TION (depuis 2015)
- Uniq (2014-2018)
- UNVS (depuis 2016)
- Varsity (depuis 2017)
- VAV (depuis 2015)
- Victon (depuis 2016)
- Voisper (2016-2021)
- Vromance (depuis 2016)
- Wonder Boys (2012-2014)
- Xeno-T (2013-2021)

## 4èmegénération (2018-2024)
Cette génération a dû surmonter des problèmes tels que la pandémie de COVID-19, les perturbations économiques qui en ont résulté et la transition vers des concerts virtuels. Ces groupes sont en mesure d'aller de l'avant avec des méthodes publicitaires plus larges, y compris leurs récentes apparitions actives en ligne.
| Groupe             | Durée       | Membres/sous-unités                                                                                     | Sons notables            | Album le plus vendu                  |
| ------------------ | ----------- | --- | ------------------------ | ------------------------------------ |
| Stray Kids         | Depuis 2018 | - Bang Chan - Lee Know - Changbin - Hyunjin - Han - Félix - Seungmin - Jeongin - Woojin (ancien) 3Racha |                          | Maxident (2022)                      |
| Ateez              | Depuis 2018 | - Hongjoong - Seonghwa - Yunho - Yeosang - San - Mingi - Wooyoung - Jongho                              |                          | The World EP.1 : Movement (2022)     |
| Tomorro X Together | Depuis 2019 | - Yeonjun - Soobin - Beomgyu - Taehyun - Huening Kai                                                    | "Sugar Rush Ride" (2023) | The Name Chapter : Temtation (2023)  |
| Treasure           | Depuis 2019 | - Hyunsuk - Jihoon - Yoshi - Junkyu - Jaehyuk - Asahi - Doyoung - Haruto - Jeongwoo                     |                          | The Second Step : Chapter One (2022) |
| Enhypen            | Depuis 2020 | - Heeseung - Jay - Jake - Sunghoon - Sunoo - Jungwon - Ni-ki                                            |                          | Manifesto : Day 1 (2022)             |

### Autres groupes notables
- 1Team (2019-2021)
- 1the9 (2019-2020)
- 8Turn (depuis 2023)
- AB6IX (depuis 2019)
- Argon (2019-2021)
- ARrC (depuis 2024)
- ATBO (depuis 2022)
- BAE173 (depuis 2020)
- BDC (depuis 2019)
- Blank2y (depuis 2022)
- Blitzers (depuis 2021)
- Boynextdoor (depuis 2023)
- Ciipher (depuis 2021)
- CIX (depuis 2019)
- Cravity (depuis 2020)
- D-Crunch (2018-2022)
- D1ce (2019-2023)
- DKB (depuis 2020)
- Drippin (depuis 2020)
- E'Last (depuis 2020)
- ENOi (2019-2021)
- Epex (depuis 2021)
- Ghost9 (depuis 2020)
- H&D (depuis 2020)
- Just B (depuis 2021)
- Kingdom (depuis 2021)
- Luminous (depuis 2021)
- MCND (depuis 2020)
- Mirae (depuis 2021)
- Noir (depuis 2018)
- NTB (2018-2021)
- Omega X (depuis 2021)
- Oneus (depuis 2019)
- Onewe (depuis 2019)
- OnlyOneOf (depuis 2019)
- P1Harmony (depuis 2020)
- Super M (depuis 2019)
- TAN (depuis 2022)
- Target (depuis 2018)
- Tempest (depuis 2022)
- TFN (depuis 2021)
- TNX (depuis 2022)
- TO1 (depuis 2020)
- Trendz (depuis 2022)
- Vanner (depuis 2019)
- Verivery (depuis 2019)
- W24 (depuis 2018)
- We in the Zone (2019-2021)
- WEi (depuis 2020)
- X1 (2019-2020)
- Xikers (depuis 2023)
- Younite (depuis 2022)
- Zerobaseone (depuis 2023)

## 5èmegénération (2025-Maintenant)
- Young Boys Kind (Depuis 2025)
- Xlov (Depuis 2025)